# Final del individual masculino del Campeonato de Wimbledon 2008
La final del individual masculino del Campeonato de Wimbledon 2008 fue el partido por el campeonato de tenis del individual masculino del Campeonato de Wimbledon 2008 entre Roger Federer y Rafael Nadal, en ese momento clasificados como los jugadores número 1 y 2 del mundo respectivamente, después de 4 horas y 48 minutos de juego, Nadal derrotó a Federer por 6–4, 6–4, 6–7(5–7), 6–7(8–10) y 9–7. Este partido es ampliamente considerado como el mejor partido en la historia del tenis.

## Antecedentes
Roger Federer y Rafael Nadal tuvieron una rivalidad deportiva histórica que muchos consideran la más grande en la historia del tenis. Cuando llegaron al Campeonato de Wimbledon 2008, los dos jugadores habían logrado ganar 14 de los últimos 16 títulos de Grand Slam.
La final de 2008 fue el tercer año consecutivo en el que Federer y Nadal se enfrentaron en la final de Wimbledon. Federer había ganado no solo los dos enfrentamientos anteriores, sino que también había sido campeón los últimos cinco Wimbledon y ahora estaba tratando de convertirse en campeón por sexto año consecutivo.
Nadal, por otro lado, acababa de ser campeón de Roland Garros por cuarta vez consecutiva y estaba tratando de lograr el doblete Roland Garros-Wimbledon. Se sabe que esta hazaña es extremadamente difícil de lograr porque requiere que el jugador pase de una superficie de arcilla a una superficie de césped en el lapso de un mes. En la Era Open, solo dos hombres habían logrado esta hazaña: Rod Laver y Björn Borg. Desde este enfrentamiento, Roger Federer ha completado el doblete de Roland-Garros/Wimbledon en 2009 y Rafael Nadal logró la hazaña por segunda vez en 2010. Luego lo consiguió Djokovic en 2021 y finalmente (hasta la fecha) Carlos Alcaraz en 2024.

## Resumen del partido

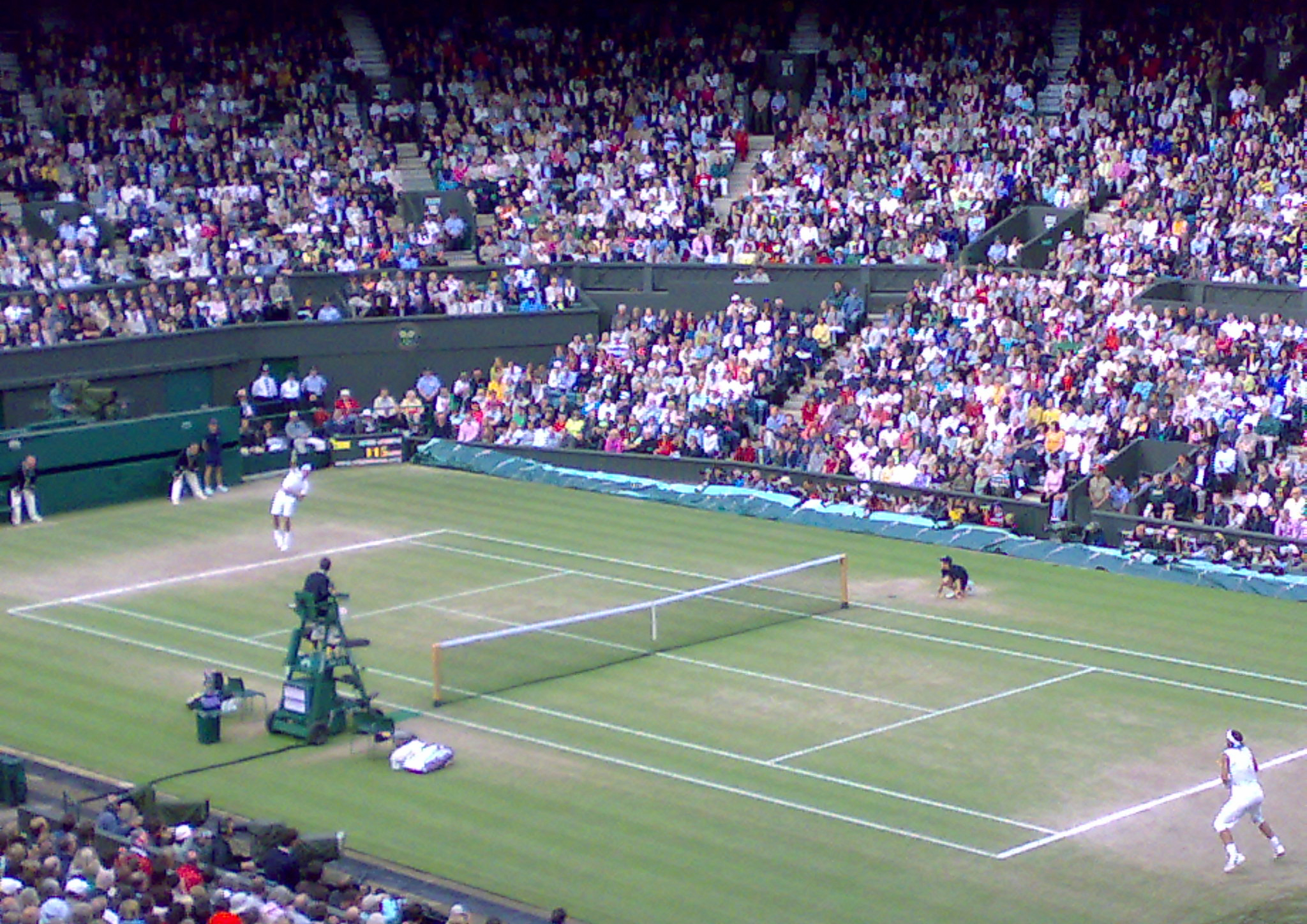
Federer sirviendo en la final contra Nadal

Aunque los jugadores debían estar en la cancha a las 14:00 PM (Hora inglesa), la lluvia retrasó el inicio del partido en aproximadamente 35 minutos. El árbitro fue Pascal Maria.
Una vez que comenzó el partido, Nadal ganó los primeros dos sets 6–4, 6–4, pero la lluvia detuvo el juego una vez más mientras Federer lideraba el tercer set 5–4. Después de un descanso de 80 minutos por el clima, Federer luchó para ganar los siguientes dos sets por doble 7–6 salvando dos puntos de campeonato en el tiebreak del cuarto set. Este desempate es considerado a menudo como uno de los más grandes jamás jugados. Con el marcador 5-2 a favor del español, Nadal tuvo la oportunidad de ganar el título en sus próximos dos servicios. Sin embargo, cometió una doble falta seguido de un revés fallido en la red que le devolvió los dos miniquiebres a Federer quedando 4–5 abajo pero con su servicio.
En el 7–7, Nadal logró un passing shot con su derecha a la línea para establecer un punto de campeonato y con su servicio, tras esto Federer salvaría un punto de partido respondiendo con otro passing shot (Tras una subida de Nadal) pero de revés paralelo a la línea para mantenerse en el partido. El comentarista de la BBC Andrew Castle dijo: "Los dos mejores passing shot del torneo, sin duda, acaban de tener lugar en los últimos dos puntos", después Federer ganaría la muerte súbita 10–8 llevando todo a un quinto, pero luego habría una segunda demora por lluvia a las 19:53 PM (Hora británica) que mantuvo a los jugadores en el vestuario durante otros 30 minutos. Cuando regresaron a la cancha, la oscuridad ya había comenzado a establecerse y se amenazó con retrasar el partido hasta el día siguiente. Durante el set decisivo, Federer estuvo a dos puntos de distancia (estando 7-6 arriba) de reclamar su sexta corona consecutiva de Wimbledon, pero Nadal finalmente mantuvo el servicio y eventualmente rompió el saque de Federer en el 15 ° juego del set. Nadal luego serviría para el partido en el siguiente juego, y en el proceso, ganó el quinto set por 9 a 7 y también el partido en sí.
Durante el partido, Federer solo convirtió uno de los trece puntos de quiebre en el servicio de Nadal, además el español cortaría una racha de 65 partidos ganados de manera consecutiva del suizo en hierba.

## Estadísticas
| Categoría                           | Federer     | Nadal       |
| ----------------------------------- | ----------- | ----------- |
| 1.º servicio %                      | 65%         | 73%         |
| Aces                                | 25          | 6           |
| Doble Faltas                        | 2           | 3           |
| Ganadores                           | 89          | 60          |
| Errores no forzados                 | 52          | 27          |
| Ganadores-Errores no forzados       | +37         | +33         |
| Puntos ganados con el 1.º servicio  | 73%         | 69%         |
| Puntos ganados con el 2.º servicio  | 57%         | 59%         |
| Puntos ganados recibiendo           | 33%         | 33%         |
| Break Points                        | 1/13 (7%)   | 4/13 (30%)  |
| Puntos ganados en la red            | 42/75 (56%) | 22/31 (71%) |
| Total puntos ganados                | 204         | 209         |
| Servicio más rápido                 | 129 mph     | 126 mph     |
| Velocidad promedio del 1.º servicio | 117 mph     | 112 mph     |
| Velocidad promedio del 2.º servicio | 100 mph     | 93 mph      |

## Post partido
Con 4 horas y 48 minutos, este encuentro es la segunda final individual masculina más larga de Wimbledon, solo detrás de la del 2019 y fue el más largo en una final de Grand Slam hasta la Final del Abierto de Australia 2012.
Al ganar el partido, Nadal logró el doblete Roland Garros/Wimbledon, uniéndose a Rod Laver y a Björn Borg como los únicos hombres que lo hicieron en la Era Abierta. Federer logró la misma hazaña al año siguiente. Nadal ganó el doblete de nuevo en 2010 y Djokovic también lo logró en 2021.
Dos meses más tarde, en agosto, Nadal finalmente superó a Federer en el Ranking ATP, en el que Federer había reinado como número uno del mundo cortando un récord de 237 semanas. Muchos analistas de tenis se preguntaron entonces si ese fue el comienzo del declive de Federer o del inicio de la era Nadal (quien era más joven), o quizás su recuperación de una batalla de seis meses contra la mononucleosis no fue completa. Federer recuperó el primer puesto en tres ocasiones, después de ganar el título de Wimbledon en 2009 y 2012, y después de ganar el Abierto de Australia en 2018.
Debido a los retrasos por lluvia, el partido terminó en casi oscuridad a las 21:15 hora británica. Fue la última final de Wimbledon que se vería significativamente afectada por la lluvia, ya que se estaba instalando un techo retráctil en la Court Central, que se utiliza desde el Campeonato de Wimbledon 2009.

## Relacionados
- Final del individual masculino del Abierto de Australia 2012
- Final del individual masculino del Abierto de Australia 2017
- Partido Isner-Mahut de Wimbledon 2010
- Partido Federer-Del Potro de Londres 2012